# 延维尔 (芒什省)
延维尔（法語：Hyenville，法語發音：[jɛ̃vil]）是法国芒什省的一个旧市镇，属于库唐斯区。2016年，延维尔与市镇谢讷河畔凯特勒维尔合并为新的谢讷河畔凯特勒维尔。

## 地理
延维尔（48°59'39"N, 1°28'7"W）面积3.39 平方千米，位于法国诺曼底大区芒什省，该省份为法国西北部沿海省份，西、北、东北三面环大西洋，东起顺时针与卡爾瓦多斯省、奧恩省、马耶讷省和伊勒-维莱讷省接壤。
与延维尔接壤的市镇（或旧市镇、城区）包括：埃朗盖维尔、蒙沙通、滨海蒙马丹、谢讷河畔奥尔瓦勒、谢讷河畔凯特勒维尔。
延维尔的时区为UTC+01:00、UTC+02:00（夏令时）。

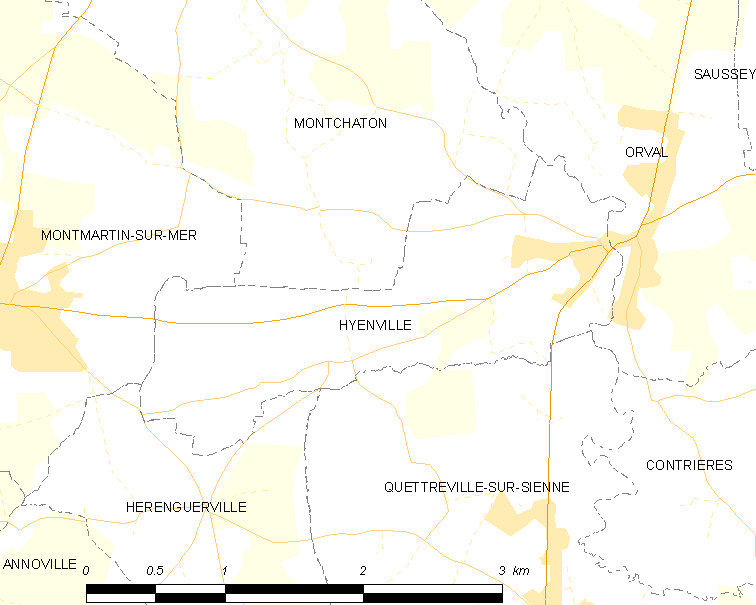
延维尔的OSM定位图

## 行政
延维尔的邮政编码为50660，INSEE市镇编码为50255。

## 政治
延维尔所属的省级选区为谢讷河畔凯特勒维尔县。

## 人口

1962-2008年间延维尔人口变化图示

延维尔于2018年1月1日时的人口数量为349人。